# シトロエン RE-2
シトロエン RE-2（Citroën RE-2）は、1970年代に自動車メーカーのシトロエンによって開発された軽量ヘリコプターである。
開発はSNCASEで主任技術者を務めたCharles Marchettiによって進められた。

## 開発
1973年にCharles Marchettiのチームとシトロエン社は共に後にRE-2となるヘリコプターの開発に合意した。フランスの市場で大きな市場占有率だったベル47に対抗し得る2人乗りのヘリコプターの開発だった。概念は同様に製造会社の事業として共有された。
Hurel-Duboisが製造に協力した。
作業は速やかに進み、1975年12月24日に試作機であるシトロエンRE-2が完成してラ・フェルテ＝ヴィダムで初飛行をした。良好な飛行特性であったにもかかわらず、1975年から1977年に数回試験飛行したのみだった。航空認証は取得されず、飛行は1977年1月から6月に限定された。商用化に至らなかったのは第二次石油危機による影響と言われている
RE-2の最後の飛行は博物館に収蔵される前の1979年5月5日だった。シトロエンはセーヌ＝サン＝ドニ県オルネー＝スー＝ボワのPSA工場に収蔵した。この計画は製造会社にとってとても高額であった事は明らかである。

## 全体的な仕様
軽量の並列複座式のヘリコプターである。170馬力のヴァンケル式ロータリーエンジンで3葉の回転翼と2葉の尾部回転翼を駆動する。